# Ahldreva nondugli
Ahldreva nondugli är en insektsart som beskrevs av Otte, D. 1988. Ahldreva nondugli ingår i släktet Ahldreva och familjen syrsor. Inga underarter finns listade i Catalogue of Life.